# CYP26B1
CYP26B1‏ (Cytochrome P450 family 26 subfamily B member 1) هوَ بروتين يُشَفر بواسطة جين CYP26B1 في الإنسان.